# 컷뱅크
컷뱅크(Cut Bank)는 미국에서 제작된 맷 샤크먼 감독의 2014년 스릴러 영화이다. 테레사 팔머 등이 주연으로 출연하였다.

## 출연

### 주연
- 테레사 팔머
- 리암 헴스워스
- 빌리 밥 손튼
- 존 말코비치

### 조연
- 마이클 스털버그
- 브루스 던
- 올리버 플랫
- 소냐 살로마
- 페이튼 케네디
- 크리스티안 디스테파노
- 에이든 롱워스
- 톰 캐리
- 칠튼 크레인

## 제작진
- 프로듀서: 믹키 바롤드
- 프로듀서: 댄 코엔